# Vũ Cao
Vũ Cao (tên thật là Vũ Hữu Chỉnh; 1922 - 2007)  là nhà thơ Việt Nam, được tặng Giải thưởng Nhà nước về Văn học nghệ thuật năm 2001. Ông là Đại tá Quân đội Nhân dân Việt Nam, đã từng làm Tổng Biên tập Tạp chí Văn nghệ Quân đội. “Núi Ðôi” - bài thơ Vũ Cao viết năm 1955 đã làm nên sự nổi tiếng của ông.

## Tiểu sử
Vũ Cao sinh ngày 18 tháng 2, 1922, quê ở xã Liên Minh huyện Vụ Bản tỉnh Nam Định. Ông sinh ra trong một gia đình nho học và hoạt động văn học khá sớm.
Vũ Cao nhập ngũ năm 1946, những năm đầu Chiến tranh Đông Dương lần thứ nhất (kháng chiến chống Pháp) ông làm báo Chiến sĩ ở Liên khu IV rồi làm phóng viên báo Vệ quốc quân, Báo Quân đội nhân dân. Từ năm 1957, ông làm việc tại tạp chí Văn nghệ quân đội trên các cương vị biên tập viên, Phó Chủ nhiệm 1967 rồi trở thành Chủ nhiệm (Tổng Biên tập) trong nhiều năm với quân hàm Đại tá. Từ năm 1980 ông giải ngũ, làm giám đốc Nhà xuất bản Hà Nội, Phó chủ tịch Hội Văn học nghệ thuật Hà Nội, Chủ tịch Hội đồng thơ Hội Nhà văn Việt Nam.
Sau khi về hưu ông sống ở Hà Nội. Ông mất ngày 3 tháng 12 năm 2007 tại Hà Nội.

## Sự nghiệp
Vũ Cao thuộc thế hệ những người cầm bút sau Cách mạng Tháng Tám.
Nói đến thơ Vũ Cao là nói tới “Núi Đôi” – một bài thơ tình viết năm 1955 không chỉ được nhiều thế hệ người yêu thơ thuộc lòng mà còn làm sống mãi được một địa danh. Bài thơ này đã được đưa vào sách giáo khoa của Việt Nam
Ngoài làm thơ, ông còn là một nhà văn. Ông còn viết truyện, viết báo. Hầu hết tác phẩm của ông viết về đề tài chiến tranh - đề tài gắn bó với ông gần hết cuộc đời. Ngay từ trong Kháng chiến chống Pháp ông đã nổi tiếng về viết phóng sự chiến tranh với những trang “tả trận”, “nóng bỏng hơi thở của chiến trường”. 
Vũ Cao được tặng Giải thưởng Nhà nước về Văn học nghệ thuật năm 2001 với các tập thơ: Đèo trúc, Núi Đôi.

## Tác phẩm chính
- Sớm nay (Thơ năm 1962)
- Đèo trúc (Thơ năm 1973)
- Núi Đôi (Thơ năm 1956)
- Chuyện dân gian (thơ)
- Thơ của Bác (thơ)
- Truyện một người bị bắt (Tập truyện ngắn năm 1958)
- Những người cùng làng (Tiểu thuyết năm 1960)
- Em bé bên bờ sông Lai Vu (Truyện năm 1960)
- Anh em anh chàng Lược (Truyện 1965)
- Trong một gia đình (Truyện 1966)
- Từ một trận địa (Năm 1973)

### Bài thơ Núi Đôi
Bài chi tiết: Núi Đôi
Bài thơ Núi Đôi được Vũ Cao sáng tác dựa trên một câu chuyên có thật. Người con gái trong bài thơ là Trần Thị Bắc một nữ du kích Việt Minh quê ở xóm Chùa, thôn Xuân Đoài - Đoài Đông xã Phù Linh, huyện Sóc Sơn, thành phố Hà Nội. Làng Xuân Đoài trước kia là thôn Đoài (thôn phía tây) của làng Xuân Dục. Sau này làng tách ra, người trong vùng quen gọi là thôn Xuân Đoài. Lời thơ kể về một chuyện tình yêu lãng mạn và bi tráng của cô du kích và anh bộ đội Trịnh Khanh cùng quê.
Liệt sĩ Trần Thị Bắc đi kháng chiến, được cử học lớp y tá ở xã Bắc Sơn, huyện Sóc Sơn, thành phố Hà Nội rồi quen anh bộ đội Trịnh Khanh cùng quê. Tình yêu bùng cháy, họ ước hẹn sau khi chiến thắng trận Bắc Hồng (huyện Đông Anh, Hà Nội) sẽ cưới nhau.
Đêm 21 tháng 3 năm 1954, chị Bắc được giao nhiệm vụ đưa đoàn cán bộ ra vùng tự do để chuẩn bị trận đánh lớn. Qua núi Đôi, đến ngòi Đầm Sen thì họ gặp phục kích. Chị hy sinh, đồng đội đưa chị lên chôn dưới chân gò Cầu Cồn mà nay thuộc xã Tân Minh, huyện Sóc Sơn.
Hòa bình lập lại, anh Trịnh Khanh mới về được quê nhà. Ở chiến trường, anh đã nhận được hai bức thư. Một bức thư của vợ kèm theo một chiếc đồng hồ và một chiếc khăn len kỷ vật. Một bức thư khác là của gia đình báo tin vợ anh đã hi sinh
Từ con rể, anh Khanh trở thành anh cả trong gia đình người vợ đã mất. Chính mẹ chị Bắc là người đã mai mối và hỏi vợ cho anh Khanh. Mọi người tin rằng đó cũng là ước nguyện của hương hồn chị Bắc, chị vẫn mong anh thanh thản tâm hồn và gắn bó với gia đình mình...

## Gia đình
Cụ thân sinh Vũ Cao là một trong những người thi hương vào khóa cuối cùng. Ông là anh ruột của các nhà văn Vũ Tú Nam, Vũ Ngọc Bình. Vũ Tú Nam cũng được tặng Giải thưởng Nhà nước cùng đợt với Vũ Cao.